# 馬文學 (明朝)
馬文學（？—？），字行先，直隸保定府雄縣人，明朝政治人物。

## 生平
嘉靖三十七年（1558年）戊午科順天府鄉試第一百五名舉人。嘉靖三十八年（1559年）聯捷己未科會試第二百三十一名，三甲第二百一十一名進士。

## 家族
曾祖馬珎，監生；祖父馬隆；父馬智，母高氏；繼母高氏。慈侍下。弟文奇。